# 作曲賞の一覧
作曲賞の一覧（さっきょくしょうのいちらん）は、作曲家および作曲作品を対象とした表彰、顕彰、コンクールの一覧である。

## 作曲賞

### アメリカ
- アカデミー作曲賞
- ウォルター・ビーラー記念作曲賞
- オストウォルド賞
- グラミー賞 クラシック現代作品部門
- グロマイヤー賞 作曲部門
- ゴールデングローブ賞 作曲賞
- サドラー国際吹奏楽作曲賞
- バーバラ・ビュールマン作曲賞
- ピューリッツァー賞 音楽部門

### イギリス
- 英国アカデミー賞 作曲賞

### イタリア
- ナストロ・ダルジェント作曲賞

### オーストリア
- 国際ウィーン作曲賞
- マーラー国際作曲賞

### オランダ
- ヤング・コンポーザーズ・ミーティング

### 韓国
- 国際尹伊桑作曲賞

### 中国
- アジア・フィルム・アワード作曲賞

### ドイツ
- エルンスト・フォン・ジーメンス音楽賞
- デュースブルク音楽賞
- パウル・ヒンデミット賞
- ラインガウ音楽賞

### 日本
- 秋吉台国際作曲賞
- 芥川作曲賞
- 朝日作曲賞 (合唱)
- 朝日作曲賞 (吹奏楽)
- アリオン賞 - 若手音楽家全般を含む
- 出光音楽賞 - 若手音楽家全般を含む
- 入野賞
- 尾高賞
- 京都賞思想・芸術部門音楽分野
- 芸術選奨 - 芸能分野全般を含む
- 現音作曲新人賞
- 笹川賞
- サントリー音楽賞 - 音楽分野全般を含む
- JFC作曲賞
- JBA下谷賞
- 武生作曲賞
- 武満徹作曲賞
- 中島健蔵音楽賞 - 音楽分野全般を含む
- 名古屋文化振興賞作曲部門
- 日本管打・吹奏楽学会作曲賞
- 日本交響楽振興財団作曲賞
- 日本レコード大賞作曲賞（中山晋平賞）
- 別宮賞
- 毎日映画コンクール音楽賞

### フランス
- カサ・デ・ヴェラスケス滞在
- メディチ荘滞在 (旧ローマ賞作曲部門)

### ベルギー
- ハレルベケ国際作曲コンクール

### ルクセンブルク
- ルクセンブルク国際作曲賞

## コンクール

### アイルランド
- AIC/Mostly Modern国際作曲コンクール

### アメリカ
- ウィリアム・レヴェリ作曲コンテスト
- バーバラ・ビュールマン作曲コンテスト

### イギリス
- ハダースフィールド国際音楽祭作曲コンクール
- マスタープライズ国際作曲コンクール

### イタリア
- ヴァレンティーノ・ブッキ国際作曲コンクール
- ヴィオッティ国際音楽コンクール作曲部門
- ウディネ市国際作曲コンクール
- エジディオ・カレッラ国際作曲コンクール
- カミロ・トンニへ捧ぐ国際作曲コンクール
- コルチャーノ国際吹奏楽作曲コンクール
- デュエ・アゴースト・国際作曲コンコルソ

### オーストリア
- アルス・エレクトロニカデジタルミュージック部門
- モーツァルト国際コンクール作曲部門

### オランダ
- ガウデアムス音楽週間内若手作曲家対象国際コンクール

### 韓国
- 東アジア国際作曲コンクール

### スイス
- クリストフ・デルツ国際作曲コンクール
- マリー・ジョゼ王妃国際作曲コンクール

### スペイン
- ソフィア王妃国際作曲コンクール

### ドイツ
- クラーニヒシュタイン音楽賞作曲部門
- クロッペンブルク芸術賞
- メンヘェングラートバハ市国際作曲コンクール

### 日本
- SHOBI吹奏楽作曲コンクール
- 朝日作曲賞 (合唱)
- 朝日作曲賞 (吹奏楽)
- 笹川賞創作曲コンクール
- 全日本吹奏楽連盟作曲コンクール
- 東京佼成ウインドオーケストラ作曲コンクール
- 日本音楽コンクール作曲部門
- 日本管打・吹奏楽学会作曲賞
- 福島市古関裕而作曲コンクール

### フランス
- アンサンブル・アレフ主催国際作曲フォーラム
- ブザンソン国際コンクール 作曲部門
- プラド音楽祭作曲コンクール
- デュティーユ国際作曲コンクール

### ベルギー
- エリザベート王妃国際音楽コンクール

### ポーランド
- カジミェシュ・セロツキ国際作曲コンクール
- タンスマン国際音楽コンクール

## 国際フォーラム、国際フェスティヴァル等における作曲賞
- アジア作曲家連盟青年作曲賞
- アジア作曲家連盟入野義朗記念賞
- ユネスコ国際作曲家会議
- ISCM世界音楽の日々
- 世界吹奏楽協会(WASBE)国際作曲コンテスト